# Bidessus muelleri
Bidessus muelleri är en skalbaggsart som beskrevs av Zimmermann 1927. Bidessus muelleri ingår i släktet Bidessus och familjen dykare. Inga underarter finns listade i Catalogue of Life.